# 椙杜元種
椙杜 元種（すぎのもり もとたね）は、戦国時代から安土桃山時代にかけての武将。大内氏、後に毛利氏家臣。父は周防蓮華山城主である椙杜房康。兄に椙杜隆康と桑原元勝、弟に内藤次郎右衛門尉がいる。

## 生涯
周防国玖珂郡椙杜郷を本貫とする国人である椙杜房康の子として生まれる。
天文24年（1555年）10月1日の厳島の戦いで毛利軍が勝利し陶晴賢が討死すると、毛利元就は続けて周防国へと侵攻して防長経略を開始。元就は周防侵攻の手始めとして、同年10月8日に使僧を椙杜隆康・元種兄弟のもとに派遣し、厳島の戦いにおいて陶晴賢や弘中隆兼らをはじめとする陶軍を殲滅したと戦果を伝えて毛利氏への帰属を勧告した。隆康は元就の勧告を受けて、山口へ出陣の際に先鋒を務めることを約すると共に人質を出して毛利氏に服属し、岩国に在陣する毛利元就・隆元父子と面会した。
次兄の桑原元勝と共に毛利元就、隆元、小早川隆景に取り立てられ、椙杜氏当主である長兄・隆康の補佐として200石を与えられた。
天正10年（1582年）春、瀬戸内海の海賊衆である来島村上氏の来島通総が羽柴秀吉の調略を受けて織田方に寝返り、屋代島（周防大島）の緊張が高まると、元種が数回兵を率いて渡海し、来島通総と戦ったことを同年6月19日に兄・隆康の養子である椙杜元縁と共に毛利輝元から賞されている。
没年は不詳。